# Сан Карло (Новара)
Сан Карло је насеље у Италији у округу Новара, региону Пијемонт.
Према процени из 2011. у насељу је живело 92 становника. Насеље се налази на надморској висини од 324 м.